# Coppa del Mondo di combinata nordica 2023
La Coppa del Mondo di combinata nordica 2023 è stata la quarantaquattresima edizione della manifestazione organizzata dalla Federazione internazionale sci e snowboard, la terza a prevedere un circuito di gare femminili. Durante la stagione si sono tenuti a Planica i Campionati mondiali di sci nordico 2023, non validi ai fini della Coppa del Mondo il cui calendario ha contemplato dunque un'interruzione tra febbraio e marzo. In seguito all'invasione dell'Ucraina, gli atleti russi e bielorussi sono esclusi dalle competizioni.
La stagione maschile è iniziata il 25 novembre 2022 a Kuusamo, in Finlandia, e si è conclusa il 26 marzo 2023 a Lahti, ancora in Finlandia. Si sono disputate 22 delle 24 gare individuali in programma (19 Gundersen, 3 a partenza in linea) e 1 sprint a coppie, in 10 differenti località: 12 su trampolino normale, 11 su trampolino lungo. L'austriaco Johannes Lamparter ha vinto la Coppa del Mondo generale, di cui il norvegese Jarl Magnus Riiber era detentore uscente; non sono state stilate classifiche di specialità.
La stagione femminile è iniziata il 2 dicembre 2022 a Lillehammer, in Norvegia, e si è conclusa l'11 marzo 2023 a Oslo, ancora in Norvegia; sono state disputate 10 delle 11 gare in programma (tutte individuali Gundersen su trampolino normale), in 7 differenti località. La norvegese Gyda Westvold Hansen, detentrice uscente della Coppa del Mondo generale, si è nuovamente aggiudicata il trofeo, vincendo tutte la gare disputate; non sono state stilate classifiche di specialità.
È stata inserita in calendario una gara a squadre mista.

## Uomini

### Risultati
| Data             | Località                | Nazione   | Trampolino                  | Spec.            | Primo                                   | Secondo                                      | Terzo                                     |
| ---------------- | ----------------------- | --------- | --------------------------- | ---------------- | --------------------------------------- | -------------------------------------------- | ----------------------------------------- |
| 25 novembre 2022 | Kuusamo                 | Finlandia | Rukatunturi HS142           | IN LH/5 km       | Julian Schmid                           | Ryōta Yamamoto                               | Jens Lurås Oftebro                        |
| 26 novembre 2022 | Kuusamo                 | Finlandia | Rukatunturi HS142           | IN LH/10 km      | Jarl Magnus Riiber                      | Julian Schmid                                | Jens Lurås Oftebro                        |
| 27 novembre 2022 | Kuusamo                 | Finlandia | Rukatunturi HS142           | MS LH/10 km      | Jarl Magnus Riiber                      | Mattéo Baud                                  | Ryōta Yamamoto                            |
| 3 dicembre 2022  | Lillehammer             | Norvegia  | Lysgårdsbakken HS100        | IN NH/10 km      | Jens Lurås Oftebro                      | Jarl Magnus Riiber                           | Vinzenz Geiger                            |
| 4 dicembre 2022  | Lillehammer             | Norvegia  | Lysgårdsbakken HS140        | IN LH/10 km      | Jarl Magnus Riiber                      | Jens Lurås Oftebro                           | Vinzenz Geiger                            |
| 16 dicembre 2022 | Ramsau am Dachstein     | Austria   | W90-Mattensprunganlage HS97 | IN NH/10 km      | Jarl Magnus Riiber                      | Jens Lurås Oftebro                           | Vinzenz Geiger                            |
| 17 dicembre 2022 | Ramsau am Dachstein     | Austria   | W90-Mattensprunganlage HS97 | IN NH/10 km      | Vinzenz Geiger                          | Johannes Lamparter                           | Jarl Magnus Riiber                        |
| 7 gennaio 2023   | Otepää                  | Estonia   | Tehvandi HS97               | MS NH/10 km      | Johannes Lamparter                      | Ilkka Herola                                 | Thomas Rettenegger                        |
| 8 gennaio 2023   | Otepää                  | Estonia   | Tehvandi HS97               | IN NH/10 km      | Julian Schmid                           | Johannes Lamparter                           | Franz-Josef Rehrl                         |
| 21 gennaio 2023  | Chaux-Neuve             | Francia   | La Côté Feuillée HS118      | IN LH/10 km      | annullata                               | annullata                                    | annullata                                 |
| 22 gennaio 2023  | Chaux-Neuve             | Francia   | La Côté Feuillée HS118      | IN LH/10 km      | annullata                               | annullata                                    | annullata                                 |
| 22 gennaio 2023  | Klingenthal             | Germania  | Vogtland Arena H140         | IN LH/10 km      | Johannes Lamparter                      | Jarl Magnus Riiber                           | Franz-Josef Rehrl                         |
| 22 gennaio 2023  | Klingenthal             | Germania  | Vogtland Arena H140         | MS LH/10 km      | Johannes Lamparter                      | Franz-Josef Rehrl                            | Jarl Magnus Riiber                        |
| 27 gennaio 2023  | Seefeld in Tirol        | Austria   | Toni Seelos HS109           | IN NH/7,5 km     | Jens Lurås Oftebro                      | Johannes Lamparter                           | Julian Schmid                             |
| 28 gennaio 2023  | Seefeld in Tirol        | Austria   | Toni Seelos HS109           | IN NH/10 km      | Johannes Lamparter                      | Vinzenz Geiger                               | Julian Schmid                             |
| 29 gennaio 2023  | Seefeld in Tirol        | Austria   | Toni Seelos HS109           | IN NH/12,5 km    | Johannes Lamparter                      | Julian Schmid                                | Jens Lurås Oftebro                        |
| 4 febbraio 2023  | Oberstdorf              | Germania  | Schattenberg HS106          | IN NH/10 km      | Johannes Lamparter                      | Jens Lurås Oftebro                           | Franz-Josef Rehrl                         |
| 5 febbraio 2023  | Oberstdorf              | Germania  | Schattenberg HS106          | IN NH/10 km      | Julian Schmid                           | Jens Lurås Oftebro                           | Franz-Josef Rehrl                         |
| 11 febbraio 2023 | Schonach im Schwarzwald | Germania  | Langenwaldschanze HS100     | IN NH/10 km      | Jens Lurås Oftebro                      | Johannes Lamparter                           | Kristjan Ilves                            |
| 12 febbraio 2023 | Schonach im Schwarzwald | Germania  | Langenwaldschanze HS100     | IN NH/10 km      | Johannes Lamparter                      | Jens Lurås Oftebro                           | Laurent Muhlethaler                       |
| 11 marzo 2023    | Oslo                    | Norvegia  | Holmenkollen HS134          | IN LH/10 km      | Jarl Magnus Riiber                      | Julian Schmid                                | Johannes Lamparter                        |
| 12 marzo 2023    | Oslo                    | Norvegia  | Holmenkollen HS134          | IN LH/10 km      | Jarl Magnus Riiber                      | Vinzenz Geiger                               | Julian Schmid                             |
| 24 marzo 2023    | Lahti                   | Finlandia | Salpausselkä HS130          | T SP LH/2x7,5 km | Germania I Julian Schmid Vinzenz Geiger | Norvegia I Jørgen Graabak Jarl Magnus Riiber | Francia I Mattéo Baud Laurent Muhlethaler |
| 25 marzo 2023    | Lahti                   | Finlandia | Salpausselkä HS130          | IN LH/10 km      | Jarl Magnus Riiber                      | Kristjan Ilves                               | Jens Lurås Oftebro                        |
| 26 marzo 2023    | Lahti                   | Finlandia | Salpausselkä HS130          | IN LH/10 km      | Jarl Magnus Riiber                      | Jens Lurås Oftebro                           | Kristjan Ilves                            |

Legenda:

IN = individuale Gundersen

MS = partenza in linea

SP = sprint

T = gara a squadre

NH = trampolino normale

LH = trampolino lungo

### Classifiche

#### Generale
| Pos. | Nome                | Nazione   | Punti |
| ---- | ------------------- | --------- | ----- |
| 1    | Johannes Lamparter  | Austria   | 1367  |
| 2    | Jens Lurås Oftebro  | Norvegia  | 1313  |
| 3    | Julian Schmid       | Germania  | 1217  |
| 4    | Jarl Magnus Riiber  | Norvegia  | 1123  |
| 5    | Kristjan Ilves      | Estonia   | 753   |
| 6    | Franz-Josef Rehrl   | Austria   | 704   |
| 7    | Vinzenz Geiger      | Germania  | 693   |
| 8    | Laurent Muhlethaler | Francia   | 592   |
| 9    | Ilkka Herola        | Finlandia | 583   |
| 10   | Manuel Faißt        | Germania  | 548   |

#### Nazioni
| Pos. | Nazione     | Punti |
| ---- | ----------- | ----- |
| 1    | Germania    | 4295  |
| 2    | Norvegia    | 4168  |
| 3    | Austria     | 4053  |
| 4    | Francia     | 1393  |
| 5    | Finlandia   | 1247  |
| 6    | Giappone    | 1056  |
| 7    | Estonia     | 753   |
| 8    | Italia      | 435   |
| 9    | Stati Uniti | 87    |
| 10   | Slovenia    | 67    |

## Donne

### Risultati
| Data             | Località                | Nazione  | Trampolino                  | Spec.      | Prima                | Seconda             | Terza               |
| ---------------- | ----------------------- | -------- | --------------------------- | ---------- | -------------------- | ------------------- | ------------------- |
| 2 dicembre 2022  | Lillehammer             | Norvegia | Lysgårdsbakken HS100        | IN NH/5 km | Gyda Westvold Hansen | Annika Sieff        | Nathalie Armbruster |
| 3 dicembre 2022  | Lillehammer             | Norvegia | Lysgårdsbakken HS100        | IN NH/5 km | Gyda Westvold Hansen | Ida Marie Hagen     | Lisa Hirner         |
| 16 dicembre 2022 | Ramsau am Dachstein     | Austria  | W90-Mattensprunganlage HS97 | IN NH/5 km | Gyda Westvold Hansen | Lisa Hirner         | Nathalie Armbruster |
| 17 dicembre 2022 | Ramsau am Dachstein     | Austria  | W90-Mattensprunganlage HS97 | IN NH/5 km | Gyda Westvold Hansen | Annika Sieff        | Nathalie Armbruster |
| 7 gennaio 2023   | Otepää                  | Estonia  | Tehvandi HS97               | MS NH/5 km | annullata            | annullata           | annullata           |
| 8 gennaio 2023   | Otepää                  | Estonia  | Tehvandi HS97               | IN NH/5 km | Gyda Westvold Hansen | Nathalie Armbruster | Lisa Hirner         |
| 27 gennaio 2023  | Seefeld in Tirol        | Austria  | Toni Seelos HS109           | IN NH/5 km | Gyda Westvold Hansen | Nathalie Armbruster | Ida Marie Hagen     |
| 28 gennaio 2023  | Seefeld in Tirol        | Austria  | Toni Seelos HS109           | IN NH/5 km | Gyda Westvold Hansen | Annika Sieff        | Nathalie Armbruster |
| 11 febbraio 2023 | Schonach im Schwarzwald | Germania | Langenwaldschanze HS100     | IN NH/5 km | Gyda Westvold Hansen | Jenny Nowak         | Yuna Kasai          |
| 12 febbraio 2023 | Schonach im Schwarzwald | Germania | Langenwaldschanze HS100     | IN NH/5 km | Gyda Westvold Hansen | Ida Marie Hagen     | Nathalie Armbruster |
| 9-11 marzo 2023  | Oslo                    | Norvegia | Holmenkollen H106           | IN NH/5 km | Gyda Westvold Hansen | Ida Marie Hagen     | Anju Nakamura       |

Legenda:

IN = individuale Gundersen

MS = partenza in linea

NH = trampolino normale

### Classifiche

#### Generale
| Pos. | Nome                 | Nazione  | Punti |
| ---- | -------------------- | -------- | ----- |
| 1    | Gyda Westvold Hansen | Norvegia | 1000  |
| 2    | Nathalie Armbruster  | Germania | 589   |
| 3    | Ida Marie Hagen      | Norvegia | 542   |
| 4    | Annika Sieff         | Italia   | 541   |
| 5    | Lisa Hirner          | Austria  | 454   |
| 6    | Yuna Kasai           | Giappone | 398   |
| 7    | Haruka Kasai         | Giappone | 330   |
| 8    | Jenny Nowak          | Germania | 325   |
| 9    | Anju Nakamura        | Giappone | 269   |
| 10   | Léna Brocard         | Francia  | 239   |

#### Nazioni
| Pos. | Nazione     | Punti |
| ---- | ----------- | ----- |
| 1    | Norvegia    | 2209  |
| 2    | Germania    | 1750  |
| 3    | Giappone    | 1201  |
| 4    | Italia      | 897   |
| 5    | Austria     | 887   |
| 6    | Slovenia    | 336   |
| 7    | Finlandia   | 239   |
| 8    | Francia     | 239   |
| 9    | Stati Uniti | 125   |
| 10   | Rep. Ceca   | 50    |

## Misto

### Risultati
| Data           | Località | Nazione | Pista         | Spec.                | Prima                                                                           | Seconda                                                             | Terza                                                                 |
| -------------- | -------- | ------- | ------------- | -------------------- | ------------------------------------------------------------------------------- | ------------------------------------------------------------------- | --------------------------------------------------------------------- |
| 6 gennaio 2023 | Otepää   | Estonia | Tehvandi HS97 | T NH/2x2,5 km+2x5 km | Norvegia Jens Lurås Oftebro Ida Marie Hagen Gyda Westvold Hansen Jørgen Graabak | Germania Manuel Faißt Jenny Nowak Nathalie Armbruster Julian Schmid | Austria Franz-Josef Rehrl Lisa Hirner Annalena Slamik Lukas Greiderer |

Legenda:

T = gara a squadre

NH = trampolino normale